# Internationale Camera Actiengesellschaft

Ica-Signet

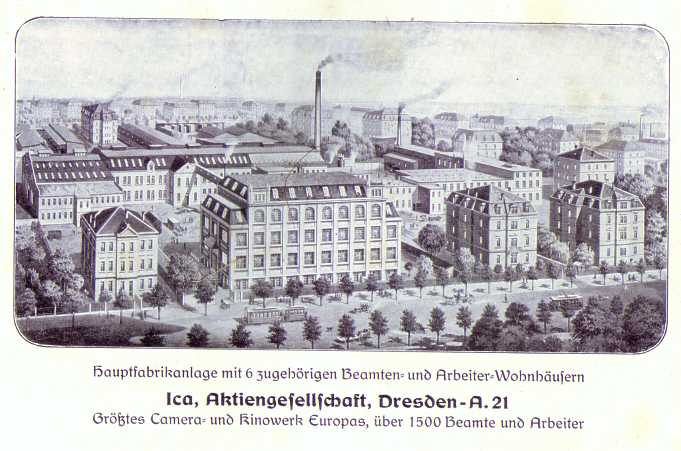
Werk der Ica AG in Dresden, 1913

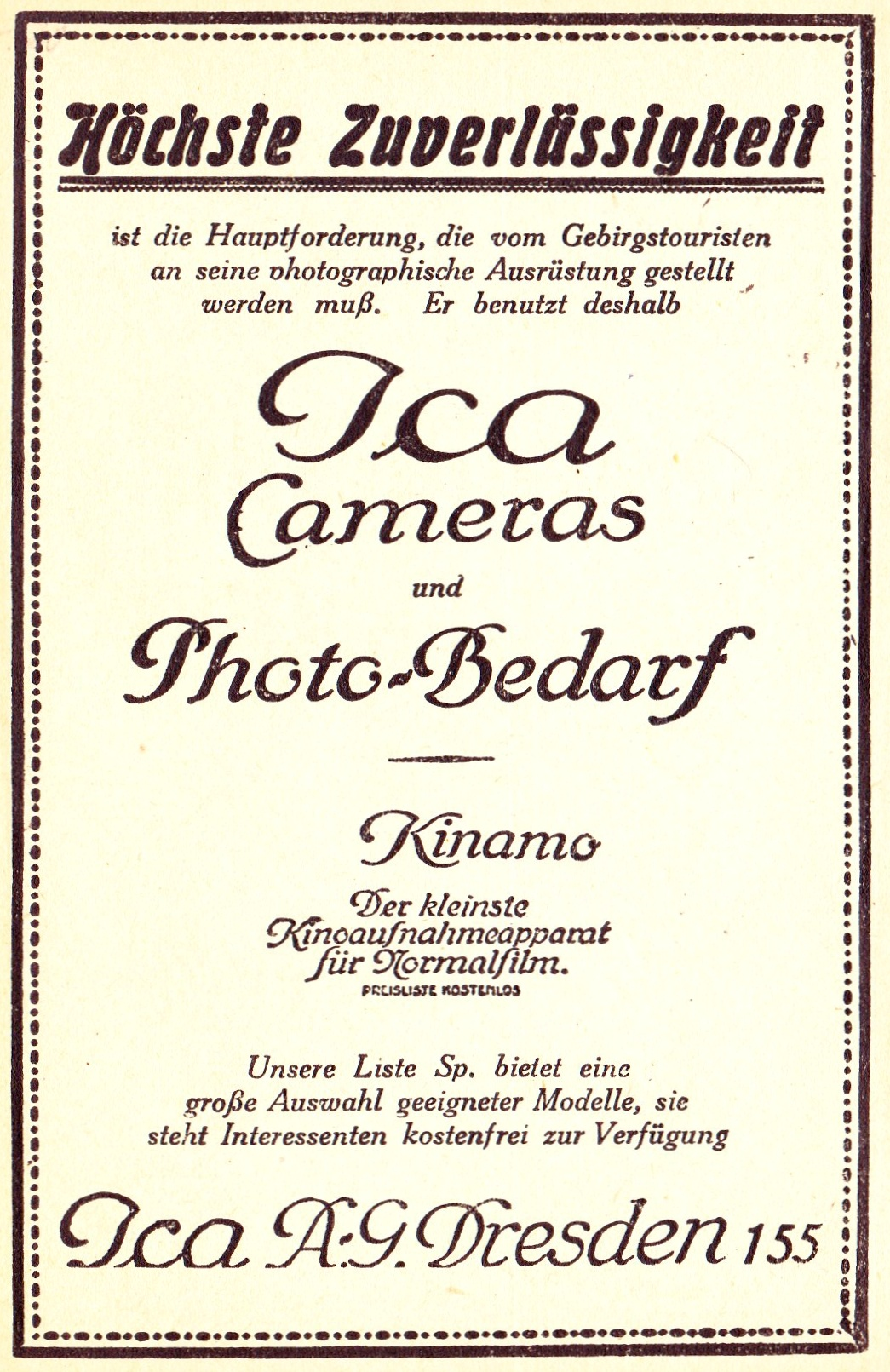
Anzeige von 1924 für ICA Kameras und die Kinamo

Die Internationale Camera Actiengesellschaft (ICA) entstand im Jahr 1909 aus vier Fotounternehmen, nämlich durch Fusion der Fabrik photographischer Apparate auf Aktien vorm. R. Hüttig & Sohn mit der Emil Wünsche AG (beide in Dresden) bei gleichzeitiger Übernahme des Unternehmens Dr. R. Krügener (Frankfurt am Main) und der Abteilung für Kamerafabrikation der Carl Zeiss AG (auch Carl Zeiss Jena–Palmos Camerabau).
Die Absicht, auch die Dresdner Ernemann-Werke in die Fusion einzubinden, scheiterte. Somit blieb Ernemann der größte Mitbewerber des neuen Unternehmens und war auch bis 1926 der Ica mit Blick auf die technische Qualität der Produkte überlegen.
Dem ersten Vorstand gehörten Guido Mengel (als ehemaliger Hüttig-Mitarbeiter) und Hermann Krügener an. In der Folgezeit wurden das Kamerawerk Dr. R. Krügener in Frankfurt am Main und vorübergehend auch das Wünsche-Werk in Dresden-Reick geschlossen. 1912 übernahm die Ica die Kamerafabrik G. Zulauf in Zürich. Kurz vor dem Ersten Weltkrieg war die Ica Europas größtes Kamerawerk und hatte ihren Sitz in Dresden-Striesen, Schandauer Straße 72–80. Warenzeichen war ein Pentagramm, das in leicht veränderter Form von der Hüttig AG übernommen wurde. In den 1920er Jahren schloss die Ica einen Interessengemeinschafts-Vertrag mit der AG Contessa-Nettel-Werke in Stuttgart. Die Ica ging im Herbst 1926 in der Zeiss Ikon auf.

## Produkte
Die Ica produzierte hauptsächlich Fotoapparate und Zubehör, daneben aber auch Diaprojektoren, Epidiaskope und 35-mm-Filmprojektoren. Unter den Filmprojektoren erreichte das Modell Monopol große Verbreitung. Von ihm gab es vier Varianten, von denen ab 1914 insgesamt über 10.000 Stück produziert wurden. Weitere Kinogeräte der ICA waren Lloyd, Tosca, Furor, Goliath sowie ein Spielzeugkino, das unter dem Namen Teddy vertrieben wurde.
Emanuel Goldberg, der Mitte der 1920er Jahre ebenfalls dem Vorstand angehörte, entwickelte in der Ica seine Kinamo, eine Filmkamera mit Federantrieb.

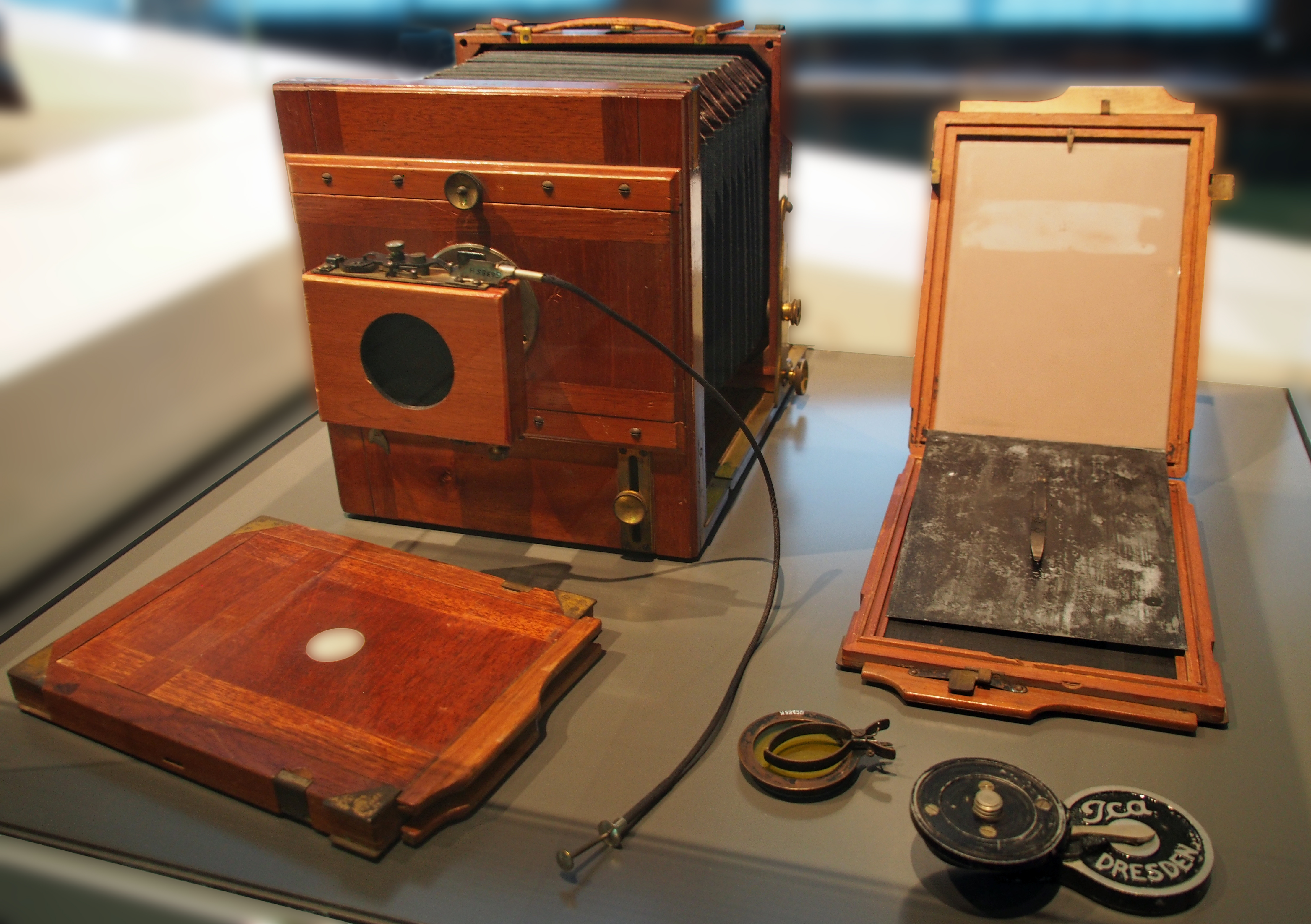
Einäugige Plattenkamera, Querformat 13 cm × 18 cm, mit Rollverschluss (um 1910)
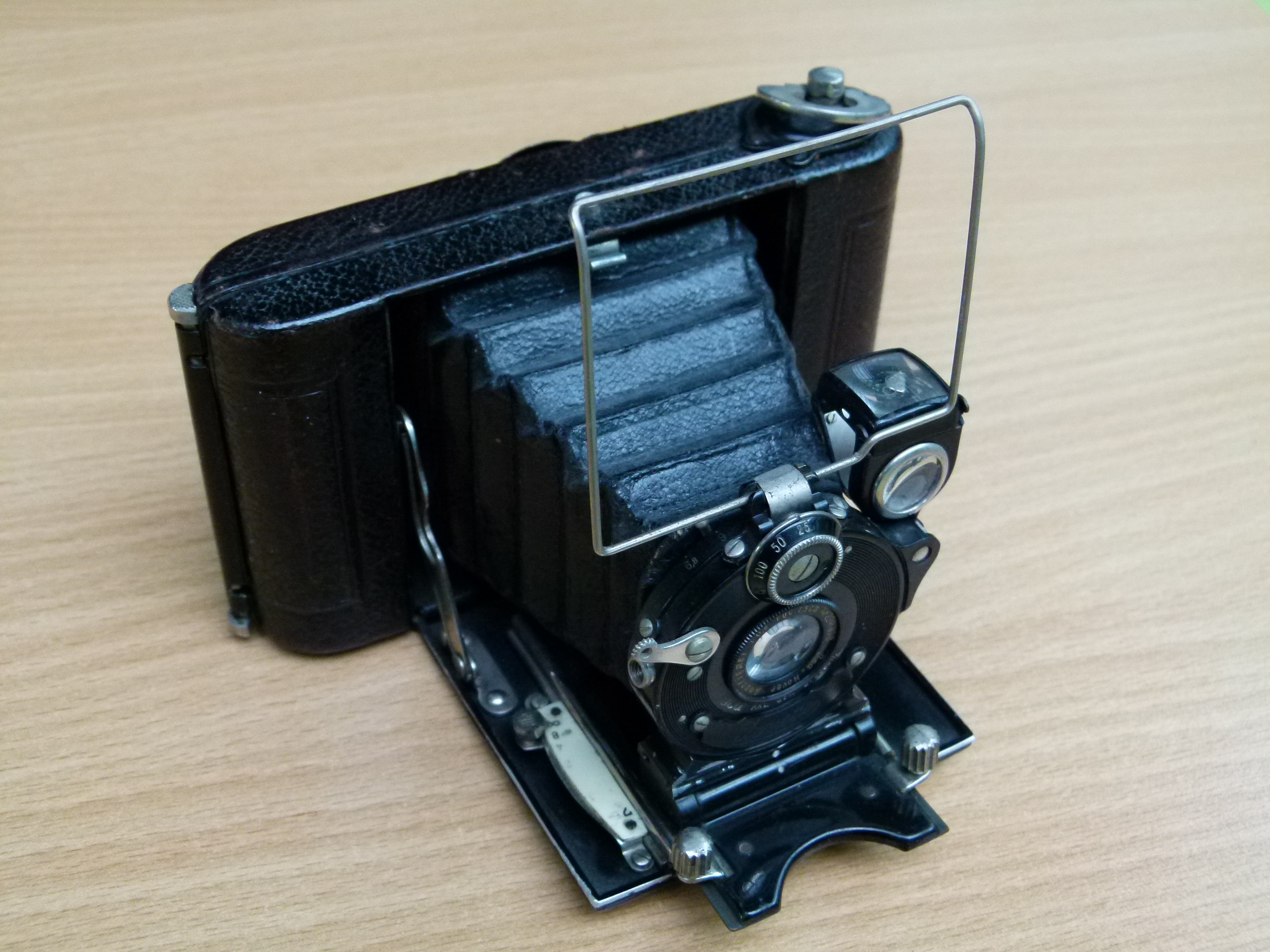
Rollfilmkamera Icarette, 1920
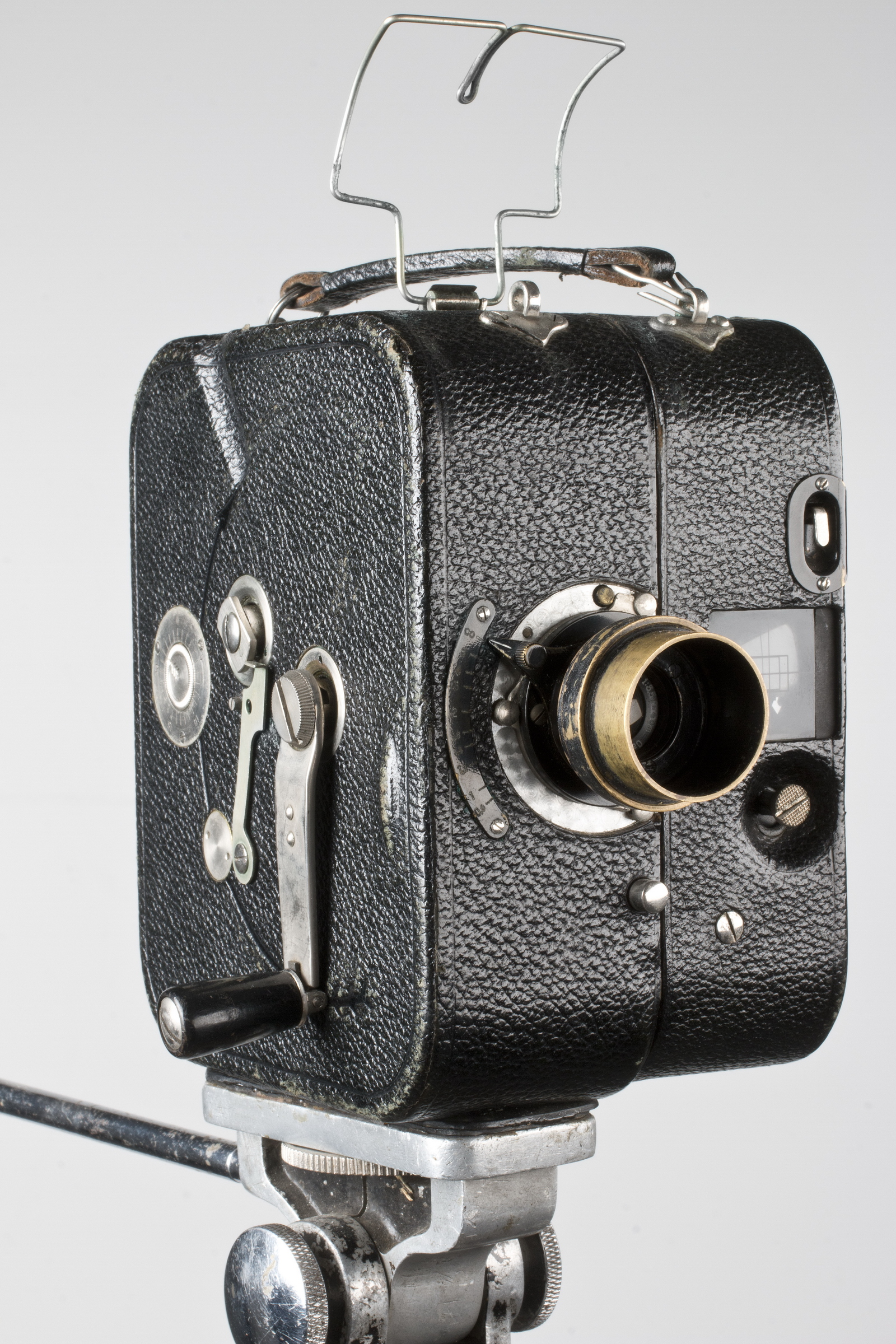
Filmkamera Kinamo N 25, 1925
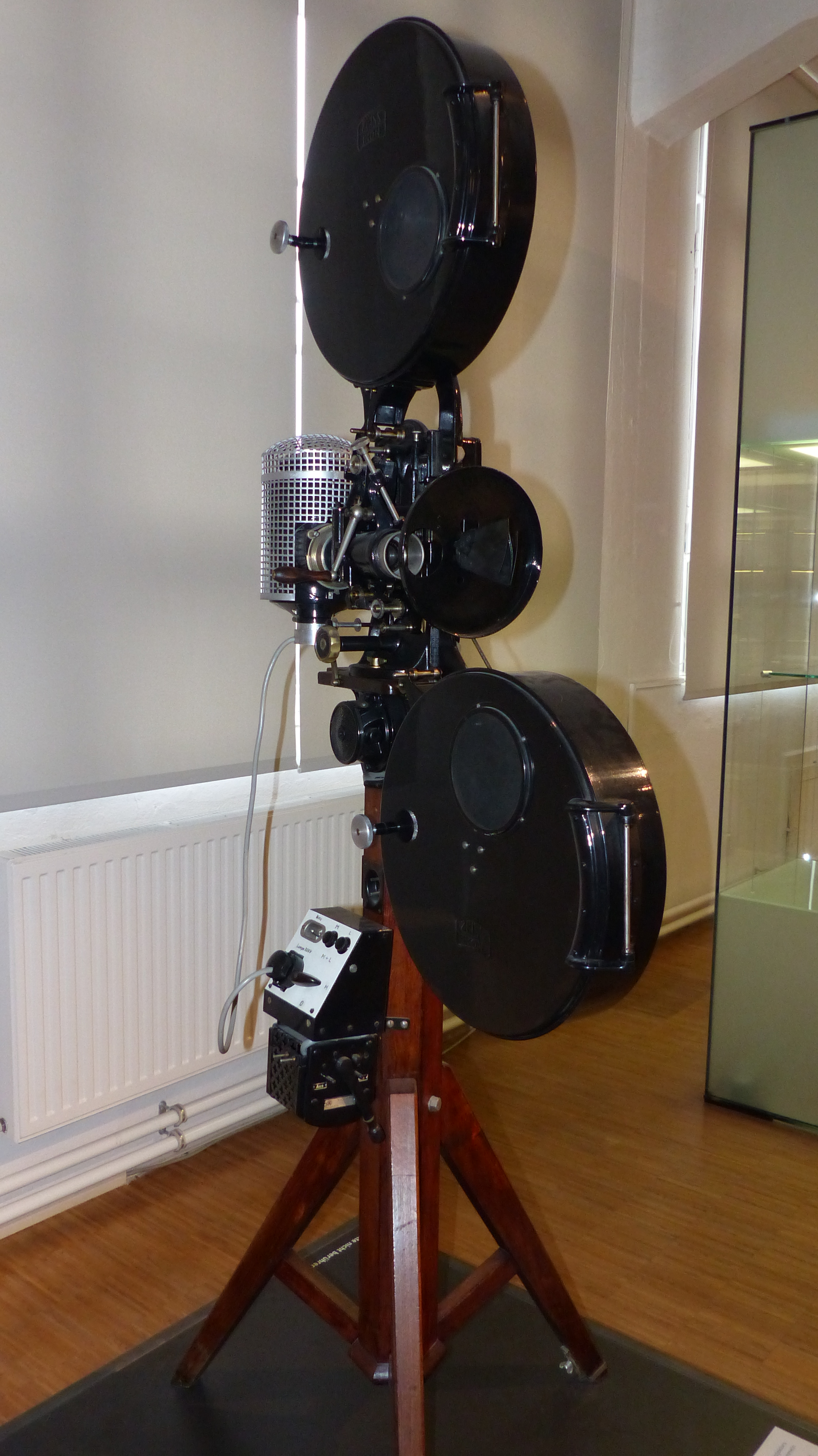
Filmprojektor Monopol, 1927
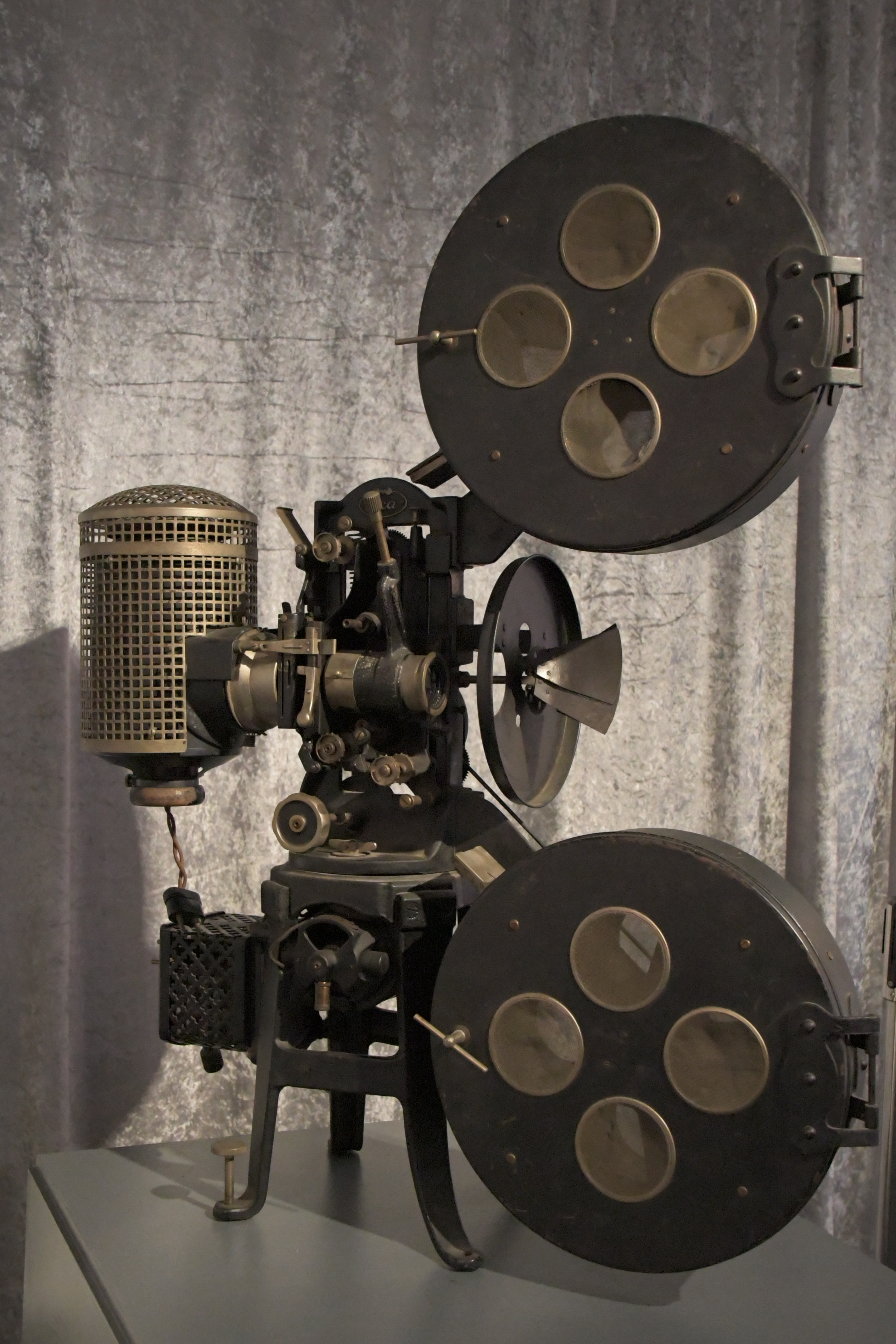
Stummfilmprojektor Monopol II aus den 1920er Jahren